# Forme (art)
Pour les articles homonymes, voir Forme.
Dans les arts, la forme est, avec la couleur, un des concepts fondamentaux de l'expression plastique, notamment dans le domaine de l'art abstrait, géométrique et/ou décoratif et de l'architecture. L'art cherche tantôt à recopier et magnifier les formes d'objets, de paysage ou de corps, à l'inventer (dans le domaine non figuratif, le constructivisme) et tantôt à les déconstruire ou à en changer ou interroger le sens (cubisme, dadaïsme, etc.)
Le design, la mode, la fabrication de bijoux et d'accessoires, d'objets décoratifs ou encore de véhicules sont également des domaines où la forme et la fonction des objets sont explorés et constamment en évolution, pour des raisons de modes et de commerce (renouvellement des collections, adaptations aux technologies nouvelles ou à des besoins nouveaux exprimés ou créés).